# Republic Airlines
Republic Airlines (Code AITA : YX ; code OACI : REP) est une compagnie aérienne régionale américaine qui opère pour American Eagle, Delta Connection et United Express. Republic Airlines appartient à Republic Airways Holdings.

## Histoire

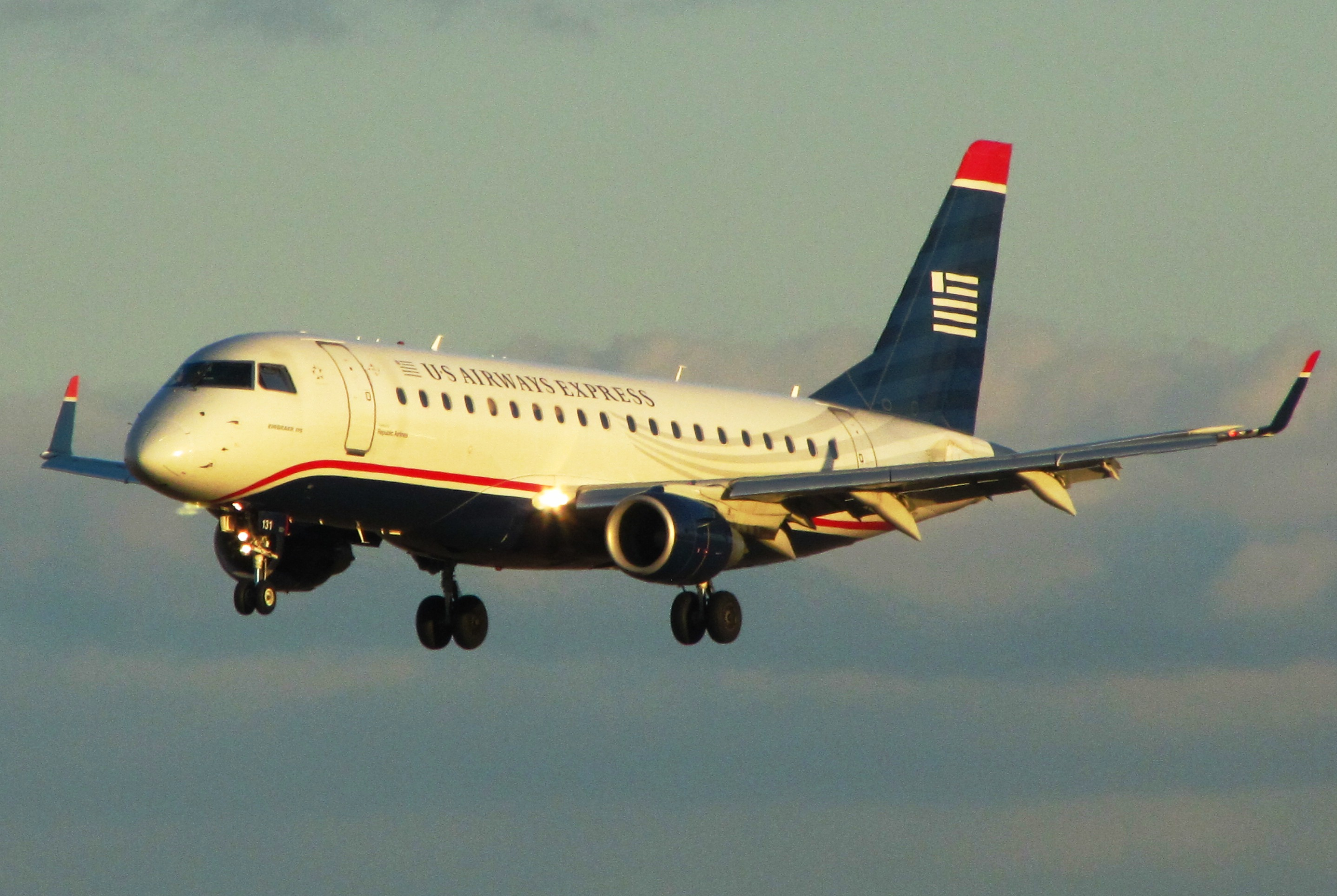
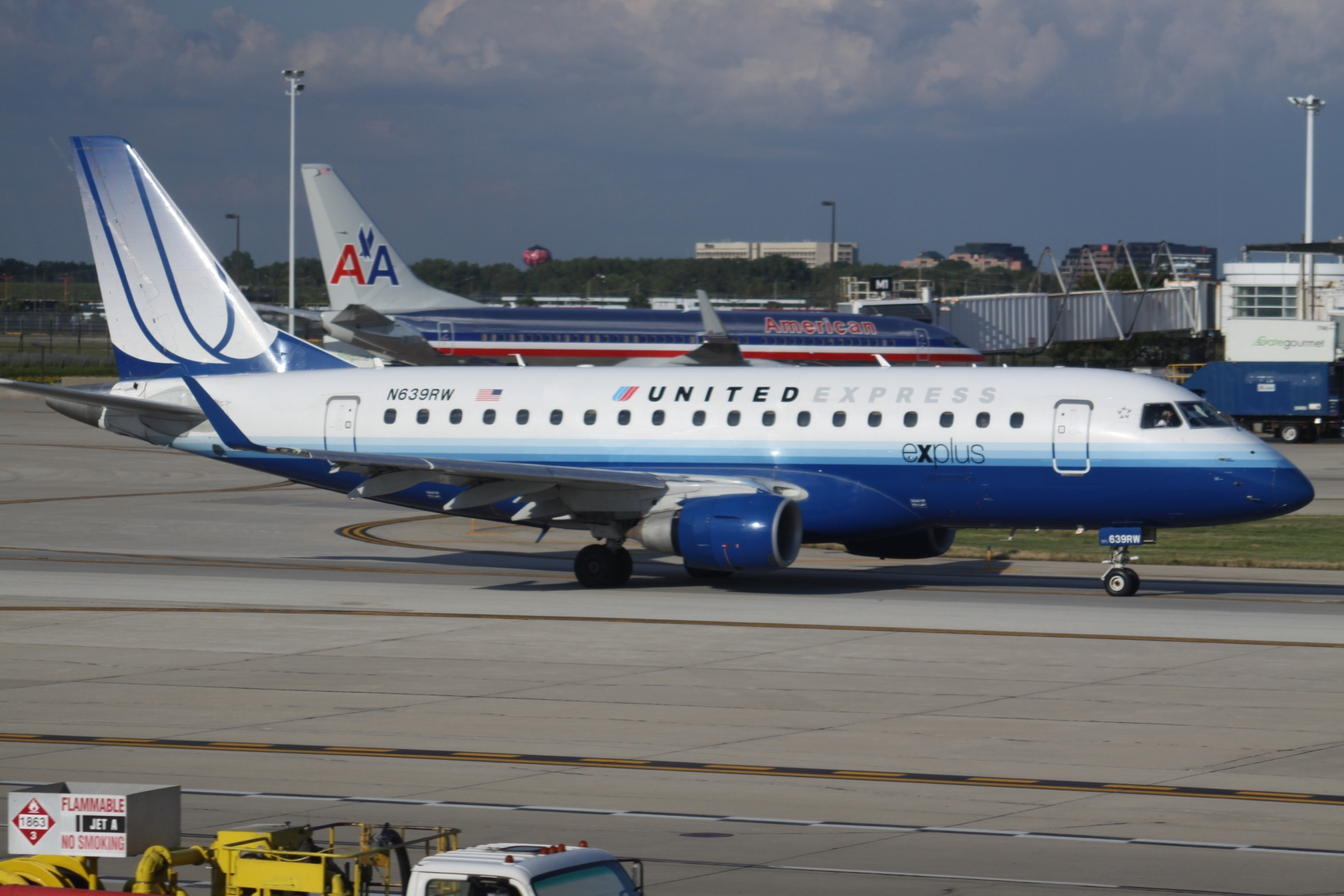
United Express
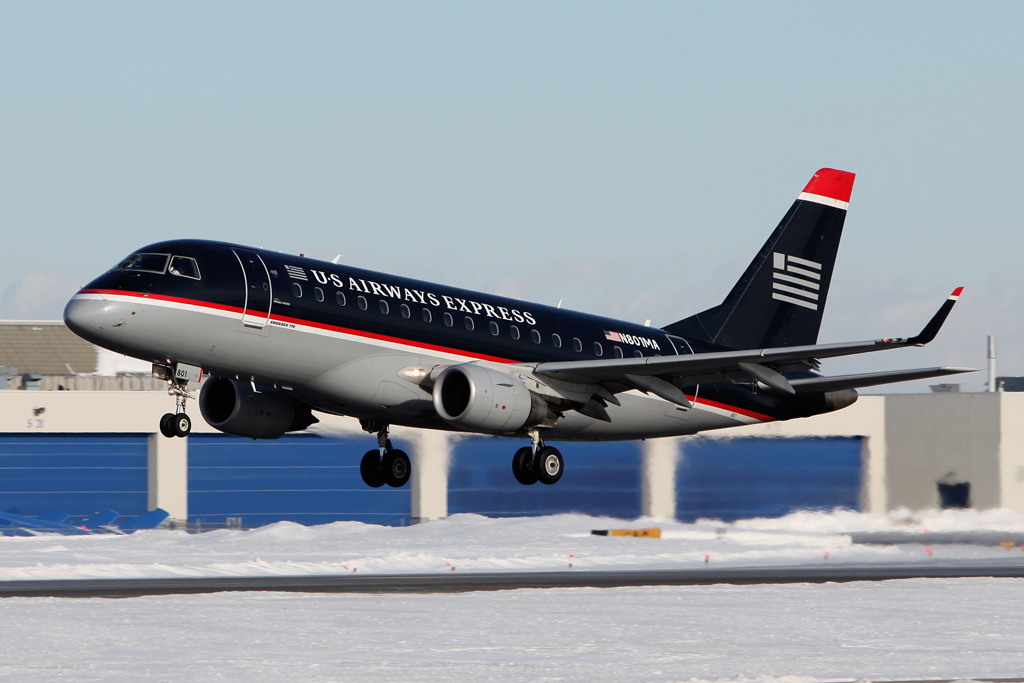
US Airways Express
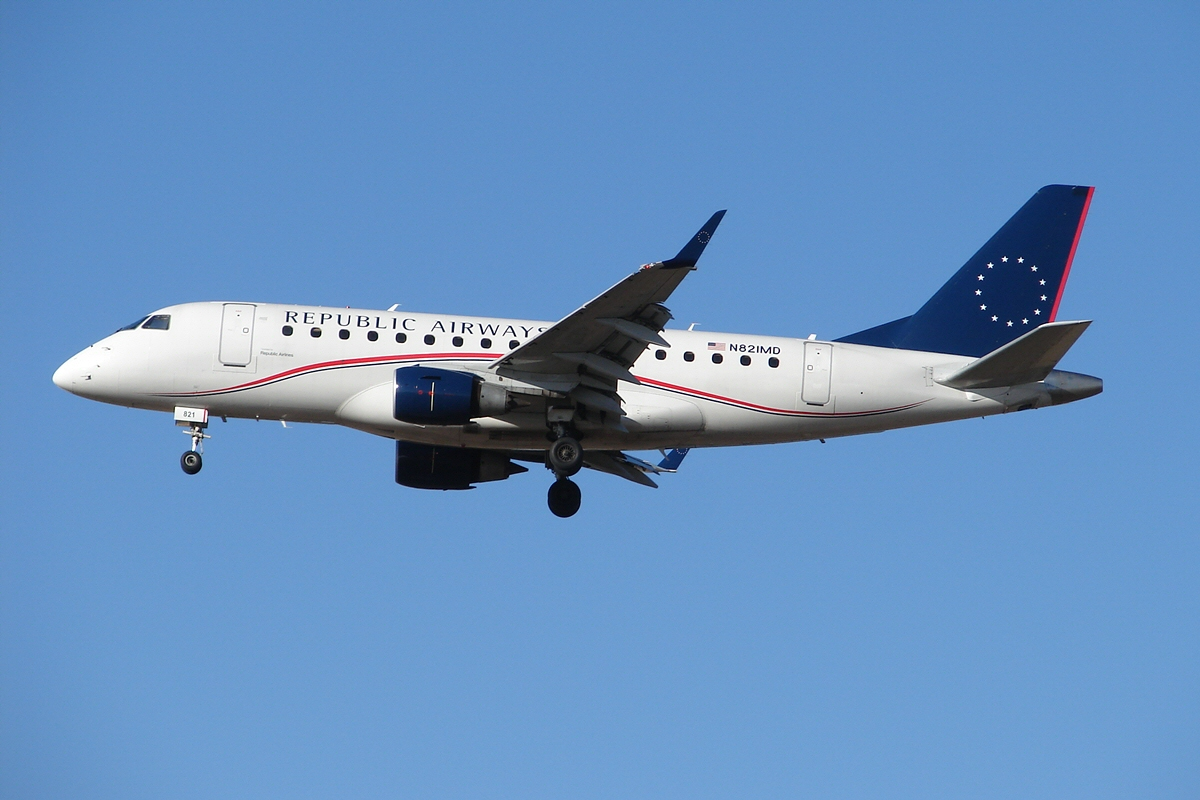
Republic Airways

## Flotte
En décembre 2020, la flotte de Republic Airline est composée des appareils suivants:
| Avion       | En service | Commandes | Passagers | Passagers | Passagers | Passagers | Livrée           | Remarques |
| Avion       | En service | Commandes | F         | Y+        | Y         | Total     | Livrée           | Remarques |
| ----------- | ---------- | --------- | --------- | --------- | --------- | --------- | ---------------- | --------- |
| Embraer 170 | 62         | —         | 9         | 12        | 48        | 69        | Delta Connection |           |
| Embraer 170 | 62         | —         | 6         | 16        | 48        | 70        | United Express   |           |
| Embraer 175 | 150        | 78        | 12        | 20        | 44        | 76        | American Eagle   |           |
| Embraer 175 | 150        | 78        | 12        | 20        | 44        | 76        | Delta Connection |           |
| Embraer 175 | 150        | 78        | 12        | 16        | 48        | 76        | United Express   |           |
| Total       | 212        | 78        |           |           |           |           |                  |           |

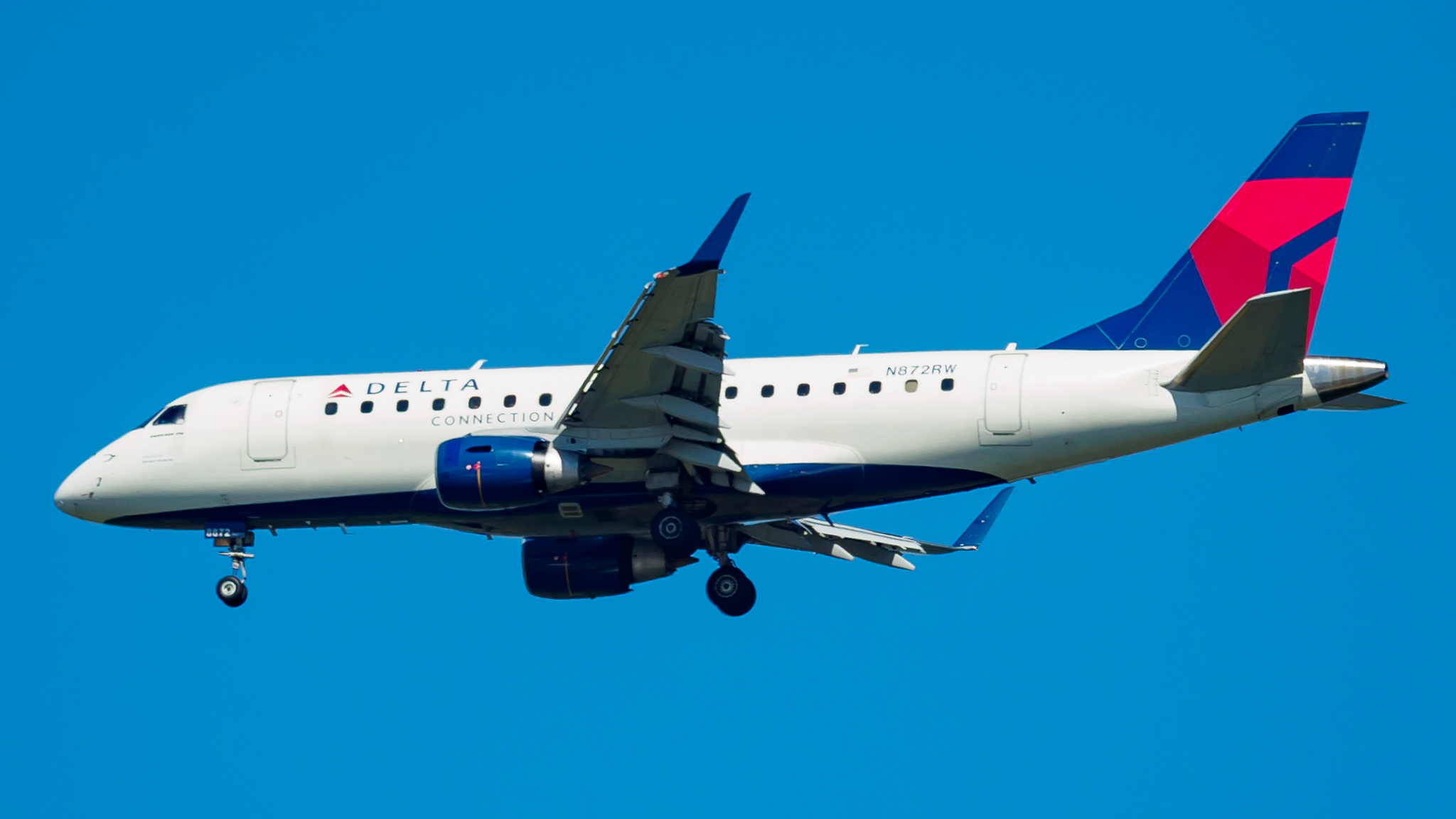
Delta Connection
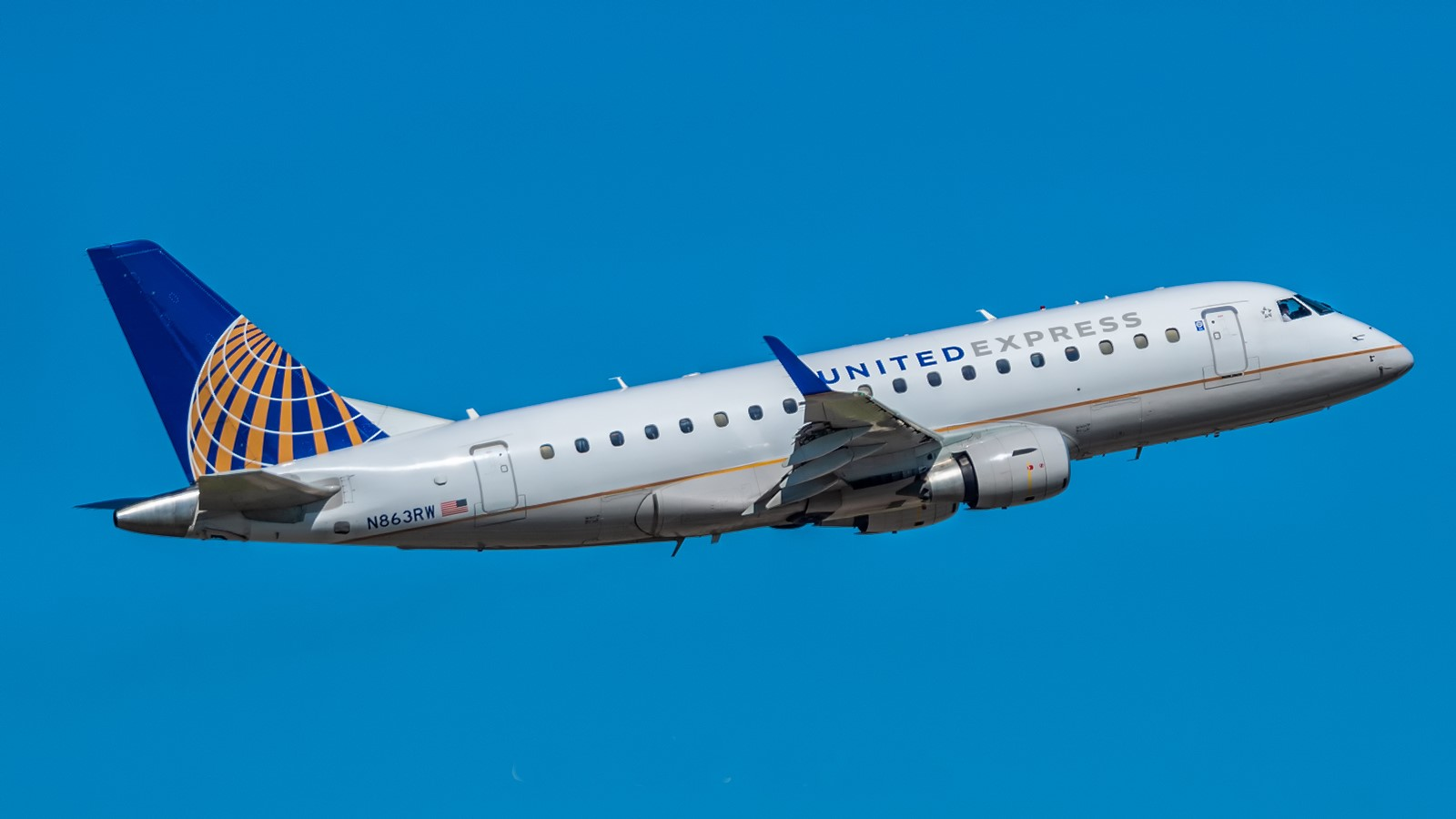
United Express
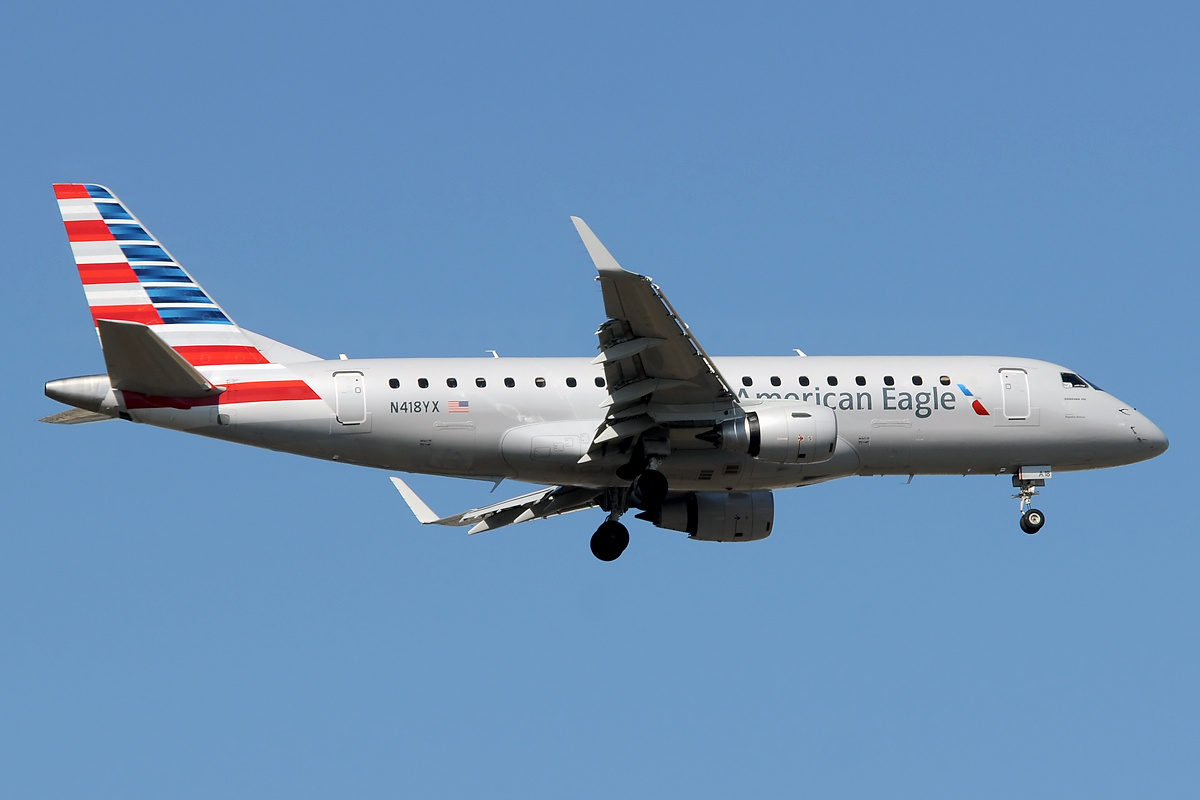
American Eagle